# Băbana
Băbanaⓘ – wieś w Rumunii, w okręgu Ardżesz, w gminie Băbana. W 2011 roku liczyła 804 mieszkańców.